# Märtini Brös
Märtini Brös. ist ein deutsches Musikprojekt, welches 1998 von DJ Clé und Mike Vamp gegründet wurde.
Es ging aus dem von Mike Vamp zwei Jahre zuvor gegründeten Martini Brothers DJ Team hervor. Einer größeren Öffentlichkeit wurde das Projekt ein Jahr später bekannt, als es unter der Regie von Katharina Thalbach eine elektronische Vertonung der Oper Don Giovanni von Wolfgang Amadeus Mozart im Berliner E-Werk aufführte. Dort traf Vamp auf DJ Clé, mit dem er seitdem unter dem Namen Märtini Brös. musiziert und auch live als DJ-Team auftritt.
Ihre Werke wurden bis 2010 auf Steve Bugs Label Poker Flat veröffentlicht. Im März 2011 wechselte Märtini Brös mit ihrem vierten Album „Moved By Mountains“ auf das Label Mole Listening Pearls aus Mannheim.
2013 ändert die Band ihren Bandnamen in „Maertini Broes“.

## Diskografie
- 2002 – Pläy
- 2004 – Love The Machines
- 2008 – The MB Factor
- 2011 – Moved By Mountains